# Acritoptila planichela
Acritoptila planichela är en nattsländeart som beskrevs av Darcy B. Kelley 1989. Acritoptila planichela ingår i släktet Acritoptila och familjen smånattsländor. Inga underarter finns listade i Catalogue of Life.